# Willian Osmar de Oliveira Silva
Willian Osmar de Oliveira Silva, noto semplicemente come Willian (Junqueirópolis, 16 maggio 1993), è un calciatore brasiliano, centrocampista del Vitória.

## Palmarès

### Competizioni statali
- Campionato Baiano: 1

Vitoria: 2024

### Competizioni nazionali
- Campeonato Brasileiro Série B: 2

América-MG: 2017
Cruzeiro: 2022